# Saint-Jean-de-la-Haize
Saint-Jean-de-la-Haize – miejscowość i gmina we Francji, w regionie Normandia, w departamencie Manche.
Według danych na rok 1990 gminę zamieszkiwało 437 osób, a gęstość zaludnienia wynosiła 49 osób/km² (wśród 1815 gmin Dolnej Normandii Saint-Jean-de-la-Haize plasuje się na 482. miejscu pod względem liczby ludności, natomiast pod względem powierzchni na miejscu 577.).